# Agenție de știri

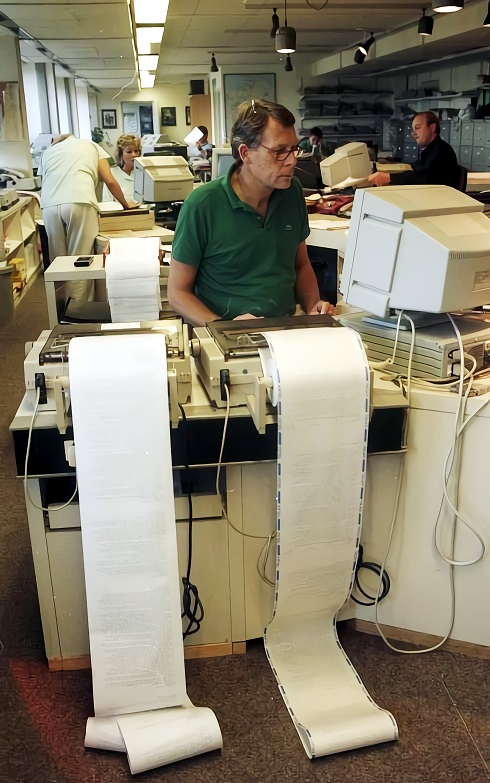
Bundesarchiv B 145 Bild-F079071-0007, Bonn Reuters, 1988.

O agenție de știri este o organizație care adună rapoarte de știri din toate domeniile de activitate și le furnizează către organizații de știri abonate, cum ar fi ziare, reviste și posturi de radio și televiziune. O agenție de știri poate fi, de asemenea, menționată ca un serviciu de cabluri, un mesaj de știri sau un serviciu de știri.
Deși există numeroase agenții de știri în întreaga lume, trei agenții de știri la nivel mondial, Agence France-Presse (AFP), Associated Press (AP) și Reuters, au birouri în majoritatea țărilor lumii și acoperă toate domeniile de informații. Toate cele trei au început și continuă să opereze pe o filozofie de bază de a oferi un singur flux de știri obiectiv tuturor abonaților; ele nu furnizează fluxuri separate pentru ziarele conservatoare sau liberale. Jonathan Fenby explică filozofia:
„Pentru a obține o acceptare atât de vastă, agențiile evită parțialitatea excesivă. Informațiile demonstrabile corecte sunt stocul lor comercial. În mod tradițional, aceștia raportează la un nivel redus de responsabilitate, atribuind informațiile lor unui purtător de cuvânt, presei sau altor surse. Ei evită să facă judecăți și evită îndoielile și ambiguitatea. Deși fondatorii lor nu au folosit acest cuvânt, obiectivitatea este baza filozofică pentru întreprinderile lor - sau, în lipsa acesteia, o neutralitate larg acceptabilă.”

## Istorie
Doar câteva ziare mari își puteau permite birouri în afara orașului natal. În schimb, s-au bazat pe agențiile de știri, în special Havas (fondată în 1835) în Franța și Associated Press (fondată în 1846) în Statele Unite. Foști angajați Havas au fondat Reuters în 1851 în Marea Britanie și Wolff în 1849 în Germania; Havas este acum Agence France-Presse (AFP). Pentru știri internaționale, agențiile și-au combinat resursele, astfel încât Havas, de exemplu, a acoperit Imperiul Francez, America de Sud și Balcanii și au împărtășit noutățile cu celelalte agenții naționale. În Franța, contractul tipic cu Havas prevedea zilnic un ziar provincial cu 1800 de linii de text telegrafiat, pentru o rată anuală de abonament de 10.000 de franci. Alte agenții ofereau funcții și ficțiune pentru abonații lor.

## Legături externe
- Materiale media legate de Agenție de știri la Wikimedia Commons